# Slavyanovo
Slavyanovo (en búlgaro: Славяново) es una ciudad de Bulgaria en la provincia de Pleven.

## Geografía
Se encuentra a una altitud de 128 m s. n. m. a 191 km de la capital nacional, Sofía.

## Demografía
Según estimación 2012 contaba con una población de 4147 habitantes.
|         | 2004  | 2005  | 2006  | 2007  | 2008  | 2009  | 2010  | 2011  |
| Mujeres | 2 331 | 2 324 | 2 325 | 2 306 | 2 286 | 2 258 | 2 208 | 1 941 |
| Varones | 2 318 | 2 277 | 2 270 | 2 217 | 2 192 | 2 164 | 2 134 | 1 895 |
| Total   | 4 649 | 4 601 | 4 595 | 4 523 | 4 478 | 4 422 | 4 342 | 3 836 |